# Стратклайд
55°44′00″ пн. ш. 5°02′00″ зх. д. / 55.7333304° пн. ш. 5.0333332° зх. д.

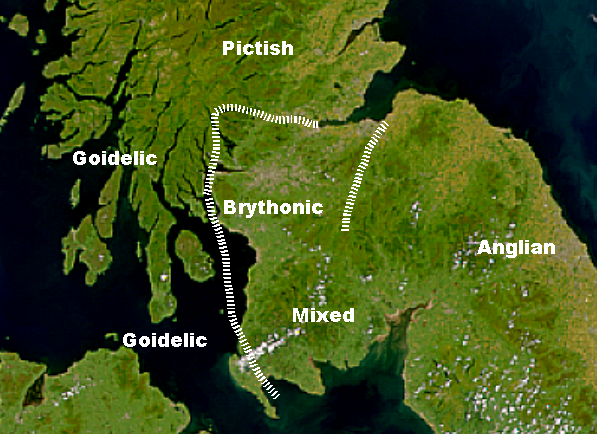
Ймовірна зона розповсюдження бритів у південній Шотландії у VII-VIII століттях

Стратклайд, також Алт Клут (Alt Clut), Альт Клуїт (Alt Cluit), Страталклуїт (Strathalcluith), Стратклуайд (Strathcluaide, Strathckyde), Камбрія (Cumbria) — бритське королівство на півдні Шотландії, що існувало у построманський період. Було утворено на початку V століття та існувало до кінця XI століття. Також відоме під назовю Альт Клут, що було бритською назвою замку Дамбартон, однієї зі столиць королівства. Займало територію між валом Антоніна та валом Адріана.

## Історія
Засноване в першій половині V століття Керетіком Землевласником, вождем кельтського племені дамноніїв, федератів Римської імперії. Він збудував столицю королівства — форт Дан-Британн (Британський форт) або Алт Клут. Після смерті засновника Алт Клут почав дробитись на наділи внаслідок кельтської традиції розподілу земель короля між його синами. Наприкінці V століття південні землі та острів Мен виокремлюються в окрему державу королівство Мен. На початку VI століття із середньосхідних територій Алт Клуту виділяється держава Селковія. У 560 році з північно-західних володінь виокремлюється держава Дін Ейдін. 598 року брити Дін Ейдіна зустрічаються на полях Картрайта з військами Нортумбрії. 638 року Нортумбрія захоплює Единбург, так пробиває шлях до піктів. Лише до VII століття єдність королівства було відновлено, була приєднана Селковія. Брити Алт Клуту успішно протистояли експансії англів та саксів, самі здійснювали набіги на піктів та скотів, що проживали північніше. У VIII столітті пікти, які посилились за допомогою англів Нортумбрії, захопили цитадель Дан-Брітанн, після чого понад століття королівство бритів не згадувалось у літописах. У 870 році, у зв'язку із захопленням вікінгами Дан-Брітанна та вбивством короля Артгала, воно знову згадується під назвою Стратклайд. Далі занепад Стратклайду тривав, він став уділом королівства Альба (майбутньої Шотландії). У цей період він часто згадується під назвою Камбрія (Кумбрія). У 1018 році Шотландія остаточно підкорила собі Стратклайд.

## Королі Дін Ейдіна
- Клідно ап Кунбелін (560—597) син Кунбеліна сина Думнагуала I короля Алт-Клуїта у (450—490)
- Мінідог ап Клідно (597-)
- Кінан ап Клідно (VII)
- Домнагуал ап Мінідог (-638)